# Grzegorz VII (papież)
Grzegorz VII (łac. Gregorius VII, właśc. Hildebrand OSB; ur. ok. 1020 w Sovanie, zm. 25 maja 1085 w Salerno) – włoski duchowny, święty Kościoła katolickiego, papież w okresie od 22 kwietnia 1073 do 25 maja 1085.
Należał do papieży-reformatorów, a najlepiej znany jest z powodu tzw. sporu o inwestyturę, z władcą Niemiec Henrykiem IV.

## Życiorys

### Życie przed wyborem na papieża
Hildebrand urodził się w niezamożnej rodzinie, w Toskanii; wykształcenie i formację duchową zdobył w klasztorze benedyktyńskim na Awentynie, związanym z opactwem św. Piotra i Pawła w Cluny. Wiosną 1047 opuścił Rzym, towarzysząc jako osobisty sekretarz papieżowi Grzegorzowi VI, zdetronizowanemu przez cesarza Henryka III na synodzie w Sutri i deportowanemu do Kolonii. Z rąk Grzegorza VI, otrzymał w 1047, niższe święcenia kapłańskie. Po śmierci Grzegorza, wstąpił do klasztoru kluniackiego, lecz po dwóch latach wrócił do Rzymu, by stać się jednym z najbliższych współpracowników pierwszego papieża reformy, Leona IX (1049–1054) oraz jego następców: Wiktora II (1055–1057), Stefana IX (1057–1058), Mikołaja II (1058–1061) i Aleksandra II (1061–1073). Pełnił funkcję subdiakona Kościoła Rzymskiego (1049) (święcenia subdiakonatu otrzymał od Leona IX), rektora bazyliki św. Pawła za Murami, papieskiego legata przewodzącego reformacyjnym synodom w Tours (1054) i Chalon-sur-Saone (1056) i archidiakona Kościoła rzymskiego (1059). Posłował też na dwór cesarzowej Agnieszki oraz do Mediolanu.

### Wybór
Na pogrzebie Aleksandra II (22 kwietnia 1073) został wybrany na papieża przez lud rzymski, który wołał: „Hildebrand ma być papieżem!”, co zostało później potwierdzone przez kardynałów. Miesiąc po wyborze otrzymał święcenia prezbiteratu, a 30 czerwca – sakrę biskupią. Nie poinformował dworu cesarskiego o swoim wyborze, ani nie prosił o zatwierdzenie, ze względu na napięcie panujące wówczas pomiędzy papiestwem a cesarstwem.

### Pontyfikat
Z jego okresu pochodzi dokument tzw. Dictatus Papae (1075) – jest to program reformy, w którym sformułowano m.in. zasady uniwersalizmu papieskiego. Grzegorz VII był rzecznikiem reformy Kościoła, faktycznym kierownikiem polityki papieskiej od pontyfikatu Mikołaja II. Jako papież realizował program zmierzający do centralizacji Kościoła pod absolutną władzą papieża przez wzmocnienie karności kościelnej oraz emancypację Kościoła spod władzy świeckiej. Na dwóch synodach wielkopostnych w 1074 i 1075, papież potwierdził, wprowadzone przez swoich poprzedników, dekrety potępiające symonię i małżeństwa duchownych. Ponadto, pozbawił godności wszystkich biskupów, zezwalających na łamanie celibatu, w zamian za łapówki. Szczególnie przeciwni tym zmianom byli księża z Niemiec i Francji. Prawdziwe zaognienie sporu z biskupami i władzą cesarską spowodował spór o inwestyturę, czyli mianowanie biskupów przez książąt świeckich.
W wigilię Bożego Narodzenia 1075, gdy Grzegorz odprawiał pasterkę w kościele św. Marii Maggiore, do krypty wpadła nagle grupa uzbrojonych żołnierzy, najemnicy złapali papieża za włosy i zranionego wywlekli sprzed ołtarza. Zamknięto go w ufortyfikowanej wieży, gdzie był torturowany i wyśmiewany. Następnego dnia papieża odbito, wierni doprowadzili go do kościoła, by dokończył mszę z poprzedniego dnia.
Z początku król Henryk IV Salicki był przychylny reformom, lecz nie zamierzał podporządkować się dekretowi o inwestyturze. Gdy 9 czerwca 1075 zakończył walkę z Sasami, sam wpłynął na mianowanie biskupów w Mediolanie, Niemczech, a także w Spoleto i Fermo. Dowiedziawszy się o tym, Grzegorz ostro upomniał króla i zagroził mu klątwą. W wyniku tego 24 stycznia 1076 król, wraz z biskupami niemieckimi, odbył synod w Wormacji, na którym wystosował list do papieża żądając, by ten opuścił Stolicę Piotrową. Kilka miesięcy później, Grzegorz odpowiedział na synodzie wielkopostnym, ekskomunikując Henryka i pozbawiając go władzy świeckiej. Spór ten udało się załagodzić legatowi papieskiemu, który doprowadził do spotkania papieża z królem w Canossie w styczniu 1077. Henryk przez trzy dni publicznie pokazywał się w pokutnych szatach i prosił Grzegorza o wybaczenie i zdjęcie klątwy, czego papież dokonał 27 stycznia.
Pokój ten okazał się jednak krótkotrwały, ponieważ niemieccy książęta, zbuntowali się przeciw Henrykowi i mianowali antykrólem jego szwagra, Rudolfa Szwabskiego. Henryk natychmiast zwrócił się do papieża z prośbą o ekskomunikę Rudolfa i zagroził, że jeśli odmówi, król powoła antypapieża. Na tę groźbę, papież po raz kolejny ekskomunikował Henryka, zdjął z urzędu i obłożył klątwą (marzec 1080). Wówczas Henryk zwołał synod w Brixen i 25 czerwca 1080 odwołał Grzegorza i powołał na jego miejsce arcybiskupa Rawenny, Wiberta (później uznanego za antypapieża). Wkrótce potem Henryk wyruszył podbić Rzym i w 1083 zajął tzw. „miasto Leona”, a w rok później pozostałe dzielnice miasta. Wówczas kilkunastu kardynałów przeszło na stronę Wiberta – antypapieża Klemensa, który w 1084 koronował Henryka na cesarza rzymskiego. Z pomocą Grzegorzowi (broniącemu się w Zamku św. Anioła), przyszedł władca Normanów Robert Guiscard, który jednocześnie spustoszył miasto. Odpowiedzialnością za czyny grabieżców, Rzymianie obarczyli Grzegorza, który, złamany tym, wycofał się do Salerno, gdzie rok później zmarł.
W sprawach zagranicznych Grzegorz poparł króla Kastylii Alfonsa VI, który w 1080 wprowadził liturgię rzymską w miejsce liturgii mozarabskiej. Planował także wysłać krucjatę do Cesarstwa Bizantyńskiego przeciw Turkom i odzyskać Grób Święty w Jerozolimie. Pomimo że nie udało mu się tego zrealizować, zachował przyjazne stosunki z Michałem VII Dukasem. W 1079, po wieloletnich pertraktacjach, udało mu się przekonać Berengara z Tours, że podczas Eucharystii chleb i wino ulegają przemianie substancjalnej.

## Odniesienia w kulturze
Spór papieża Grzegorza VII z cesarzem Henrykiem IV został opisany w powieści historycznej „Tiara i korona” Teodora Jeske-Choińskego.

## Kanonizacja

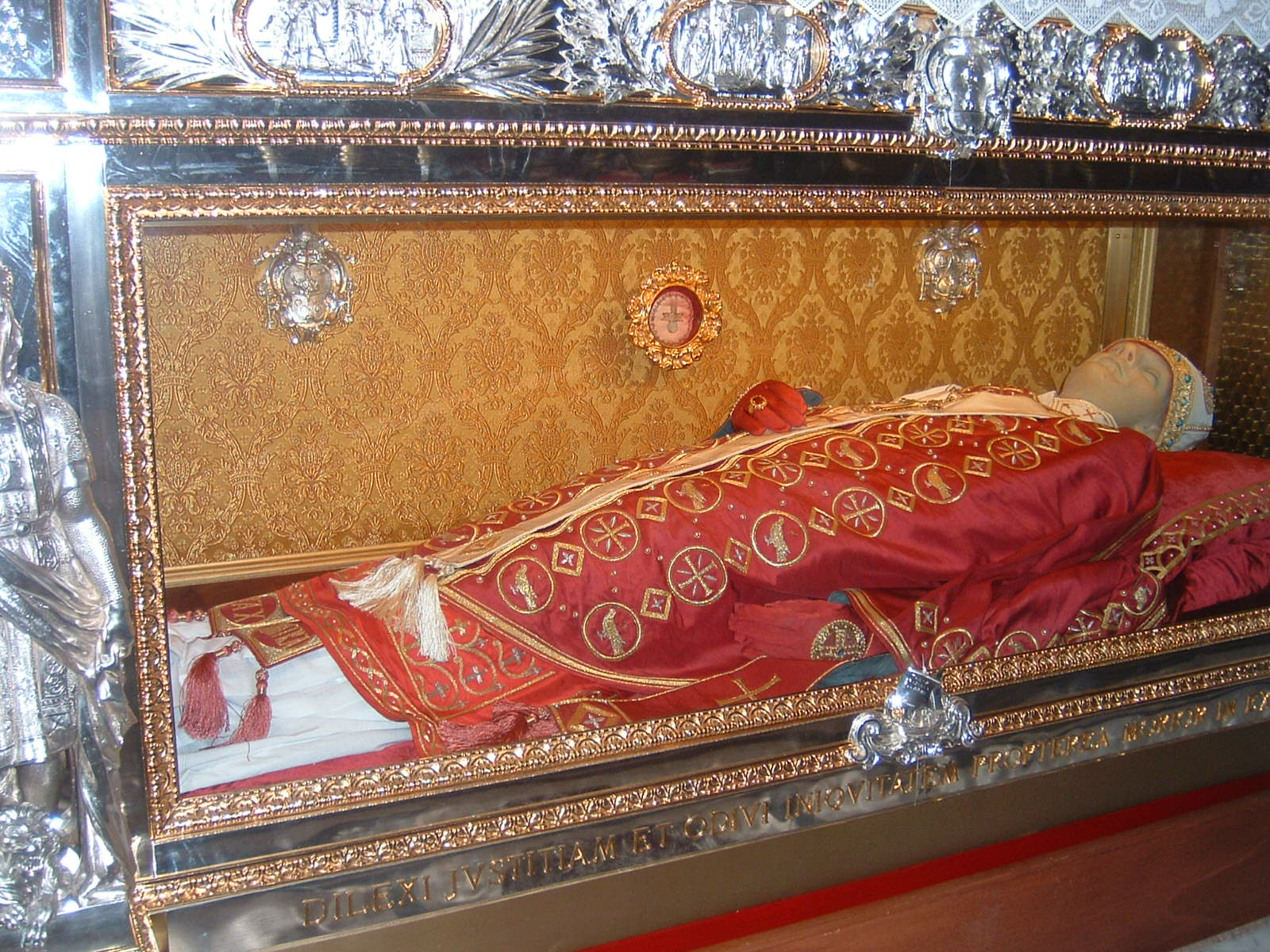
Grób Grzegorza VII w Salerno

Grzegorz VII został beatyfikowany przez Grzegorza XIII w 1584, a kanonizacji dokonał w 1606 papież Paweł V.

## Dzień obchodów
Jego wspomnienie liturgiczne obchodzone jest od czasów decyzji Benedykta XIII (1728) o kanonizacji równoważnej w całym Kościele w dies natalis (25 maja).